# Джерельне (Троїцька селищна громада)
Джере́льне (до 2016 року — Калініне) — село в Україні, у Троїцькій селищній громаді Сватівського району Луганської області. Населення становить 48 осіб.

## Населення

### Мова
Розподіл населення за рідною мовою за даними перепису 2001 року:
| Мова       | Кількість | Відсоток |
| ---------- | --------- | -------- |
| українська | 40        | 83.33%   |
| російська  | 8         | 16.67%   |
| Усього     | 48        | 100%     |